# Kerastaris
Kerastaris (greacă Κεραστάρης ) este un oraș în Grecia în prefectura Arcadia.